# Wapen van Orp-Jauche

Het wapen van Orp-Jauche

Het wapen van Orp-Jauche is het gemeentelijke wapen van de Belgische gemeente Orp-Jauche. De Waals-Brabantse gemeente heeft het wapen in 1997 officieel toegekend gekregen.

## Geschiedenis
Orp-Jouche is een fusiegemeente ontstaan in 1977 uit een fusie tussen Jandrain-Jandrenouille, Geten, Marilles, Noduwez en Orp-le-Grand. Het wapen bestaat uit de leeuw van een oud zegel van Orp-le-Grand (gebruikt op een akte uit 1375) en de dwarsbalk uit het eerste wapen van Geten. Het wapen van Geten werd in 1819 door de Hoge Raad van Adel toegekend. Het wapen van Orp-Jauche werd op 28 maart 1997 officieel aan de gemeente toegekend.

## Blazoenering
De beschrijving van het wapen luidt als volgt:
Parti, I. d'azur au lion d'or accompagné de trois étoiles à six rais du même, II. de gueules à la fasce d'or.
Gedeeld, I van azuur een leeuw van goud vergezeld van drie zespuntige sterren van van hetzelfde, II van keel een dwarsbalk van goud.
De heraldische kleuren zijn azuur (blauw), goud (geel), en keel (rood). 